# Cladura serrimargo
Cladura serrimargo är en tvåvingeart som beskrevs av Alexander 1953. Cladura serrimargo ingår i släktet Cladura och familjen småharkrankar. Inga underarter finns listade i Catalogue of Life.